# 302-ра пехотна дивизия (Германска империя)
302-ра пехотна дивизия (на немски: 302. Infanterie-Division) е е пехотна дивизия на Германската армия. Създадена е през Първата световна война, като част от 11-та германска армия, в която влизат и български части, и която се сражава на Македонския фронт. Дивизията участва в голямата Битка при завоя на Черна в 1917 година. Разформирована е на 30 септември 1918 година след капитулацията на 11. армия и Царство България.

## Боен път

### Формиране
302-ра дивизия е организирана на Македонския фронт през октомври 1916 година под името Дивизия Хипел, по името на нейния командир Конрад фон Хипел. Дивизията е част от 62-ри корпус на 11-та германска армия, в която влизат български и германски части. На 30 декември 1916 година командването е прехвърлено на Херман фон Цигезар, а дивизията е преименувана на 302-ра дивизия. До началото на май 1917 година 302-ра дивизия заема 23-километров сектор от Завоя на Черна заедно с 22-ра германо-българска бригада. Секторът е силно укрепена линия, която включва кота 1050, кота 1060 и Дабица, едни от най-важните позиции на Македонския фронт. Защитата се състои от сложна мрежа от свързани помежду си окопи, защитени от няколко линии бодлива тел със средна дебелина 3–5 m, като достигат до 10–15 m на важните участъци.

### Втора битка при  завоя на Черна
На 5 май 1917 година 91 италиански и френски батареи започват артилерийска бомбардировка на позициите на дивизията, която продължава през останалата част от деня, в подготовка на Втората битка при Завоя на Черна. В 6:00 сутринта на 6 май бомбардировката е подновена, а съглашенски патрули започват да обстрелват позициите на 302-ра дивизия. Баражът продължава до 6:30 сутринта на 9 май, когато смесена италианска, френска и руска пехота започва нападение по линия с дължина 23 km. Фокусът на атаката са мощните позиции на кота 1020 и кота 1050. Вдясно 61-ви италиански полк се възползва от облака прах, оставен от баража, и успява да овладее преден окоп, който българите преди това са евакуирали по време на обстрела на съюзническата артилерия. 1-ви и 3-ти италиански батальон превземат окопа на 9-ти германски егерски батальон, между кота 1020 и кота 1050. В 7:40 сутринта, след като получава подкрепления и се прегропура, егерският батальон изтласква италианците обратно към изходните им позиции и залава 120 пленници. Атаката срещу кота 1050 е овладяна, с изключение на незначително проникване на източния му склон, което е изоставено след експлозия на мина. 45-ти германски пехотен полк успява да си върне загубените позиции, след като италианският ляв фланг попада под силен огън от възвишението Питон Рошо. В 9:45 сутринта втора вълна италианска пехота настъпва в ничията земя, като отново не успява да постигне целите си и понася тежки загуби.
По-нататък на изток 16-та френска колониална пехотна дивизия получава заповед да атакува позициите на българската 3/7-а пехотна бригада и части от германската 201-ва пехотна бригада. В 6:30 сутринта, след два часа артилерийска подготовка, френските войски преминават през стената и влизат в окопите около Питон Рошо. В кървав ръкопашен бой 201-ва германска пехотна бригада отблъсква нападателите. До 8:00 часа сутринта всички опити на 16-та френска колониална пехотна дивизия са отбити по цялата отбранителна линия. В 9:00 часа сутринта 3/7-а българска пехотна бригада отблъсква втори френски щурм срещу Червените окопи. Загубите на 3/7-а пехотна българска бригада за деня са 134 убити и 276 ранени. Бригадата залавя 44 френски войници в полупияно състояние и съобщава, че нейните войници са преброили 725 убити френски войници. Битката завършва с немско-българска победа. Дивизията става изцяло германска малко след края на битката.

### Вардарско настъпление
На 15 септември 1918 година обединени сили от сръбски, френски и гръцки части атакуват държаните от българите окопи в Добро поле. Щурмът и предшестващата го артилерийска подготовка оказват опустошително въздействие върху морала на българите, което в крайна сметка води до масово дезертиране. На 18 септември втора формация на Антантата щурмува българските позиции в района на езерото Дойран. Използвайки ефективен картечен и артилерийски огън, българите успяват да спрат настъплението на съюзниците на Дойранския участък. Сривът на фронта при Добро поле обаче принуждава българите да се оттеглят от Дойран. Съюзниците преследват германската 11-та армия и българската 1-ва армия, като настъпват дълбоко във Вардарска Македония. В 17:30 часа на 22 септември 1918 година 35-та италианска дивизия атакува кота 1050, защитаван от 302-ра дивизия и взима 150 пленници. Боеве се водят в Канатларци и по пътя Битоля–Прилеп, в Чепигово, Калабак и Тополчани, докато съглашенците продължават да напредват към Прилеп. В 14:00 часа на 23 септември генерал Луи Франше д'Еспере обявява промяна в първоначалния план на операцията - на италианците е наредено да ударят Кичево с цел да попречат на вражеските сили, разположени в Битоля, да достигнат железопътния възел в Скопие, а овладяването на Прилеп е възложено на 11-та колониална френска дивизия. Половин час по-късно французите влизат в Прилеп, на изток френско-сръбските колони настъпват към Щип, Велес, Брод и през планинската верига Баба. До 29 септември съглашенците превземат щаба в Скопие, като по този начин излагат на опасност остатъците от 11-та армия.
При тези обстоятелства българска делегация пристига в Солун, за да иска примирие. На 29 септември е подписано Солунското примирие от генерал д'Еспере. Крахът на България променя стратегическия и оперативен баланс на войната срещу Централните сили. Македонският фронт престава да съществува по обяд на 30 септември, когато влиза в сила примирието. Договорът включва пълната капитулация на българските сили, които формират по-голямата част от 11-та германска армия, което води до 77 000  пленени германски и български войници и 500 артилерийски оръдия. 302-ра дивизия наброява 7000 войници по време на капитулацията си.

## Състав
В 1917 година дивизията се състои от следните части:
- 22-ра пехотна бригада
  - 42-ри пехотен полк
  - 45-ри пехотен полк
  - 10-и егерски полк
- 10-ти полеви артилерийски полк
- 202-ра амбулантен корпус
- 19-ти пионерен батальон
- 672 конна транспортна колона[2]

През юни 1917 година 42-ри пехотен полк заминава за Румъния и е заменен от 21-ви резервен пехотен полк от 216-та дивизия. Към 1918 година 22-ра пехотна бригада отново е реорганизирана и се състои от долните части:
- 22-ра пехотна бригада
  - 11-и гренадирски полк
  - 9-и егерски полк
  - 10-и егерски полк[2]

## Командири
| От               | До               | Чин               | Име                |
| ---------------- | ---------------- | ----------------- | ------------------ |
| октомври 1916    | 29 декември 1916 | генерал-лейтенант | Конрад фон Хипел   |
| 30 декември 1916 | 31 октомври 1918 | генерал-майор     | Херман фон Цигезар |